# (58676) 1997 YN16
1997 واي أن 16 (ويعرف أيضًا باسم (58676) 1997 واي أن 16 وفق تسمية الكوكب الصغير) (بالإنجليزية: 1997 YN16)‏ هو كويكب ضمن حزام الكويكبات؛ وترتيبه 58676 من حيث الاكتشاف.
اكتُشف هذا الجُرم الفلكي بواسطة تاكيشي أوراتا ‏ في 31 ديسمبر 1997.

## وصلات خارجية
- (58676) 1997 YN16 في قاعدة بيانات مختبر الدفع النفاث لأجرام النظام الشمسي الصغيرة

- الاكتشاف · مخطط المدار ·  العناصر المدارية · المعلمات المادية

- (58676) 1997 YN16 على موقع ويكي سكاي: DSS2, SDSS, GALEX, IRAS, Hydrogen α, X-Ray, Astrophoto, Sky Map, Articles and images